# 伯恩山犬
伯恩山犬（德語：Berner Sennenhund）是一種大型犬種，是瑞士伯爾尼和瑞士阿爾卑斯山脈的四種瑞士山犬之一。 牠起源於羅馬獒犬。而Sennenhund這個名字是源自德語Senne（高山牧場）和Hund（獵犬/狗）。

## 外貌

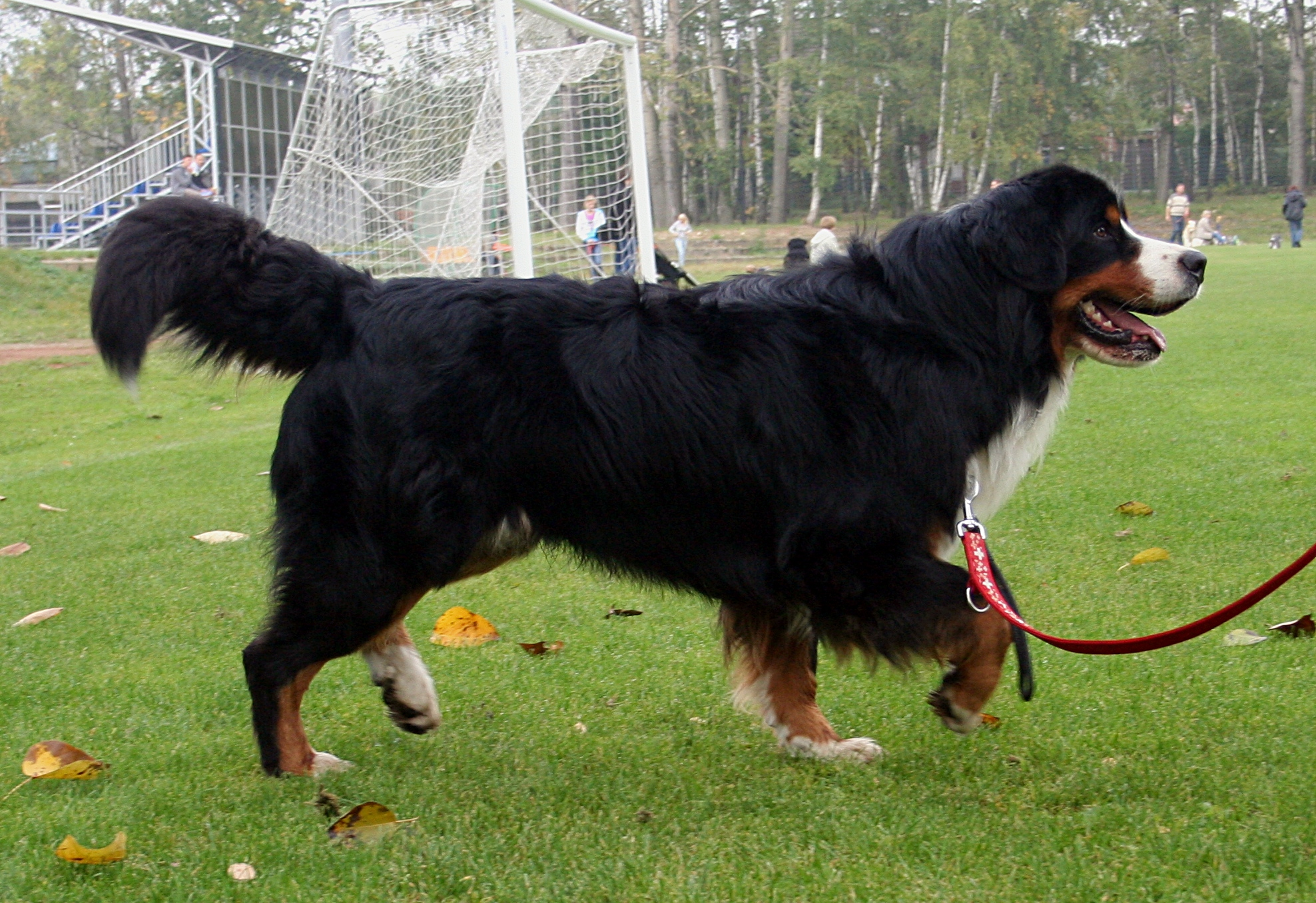
伯恩山犬的側視圖

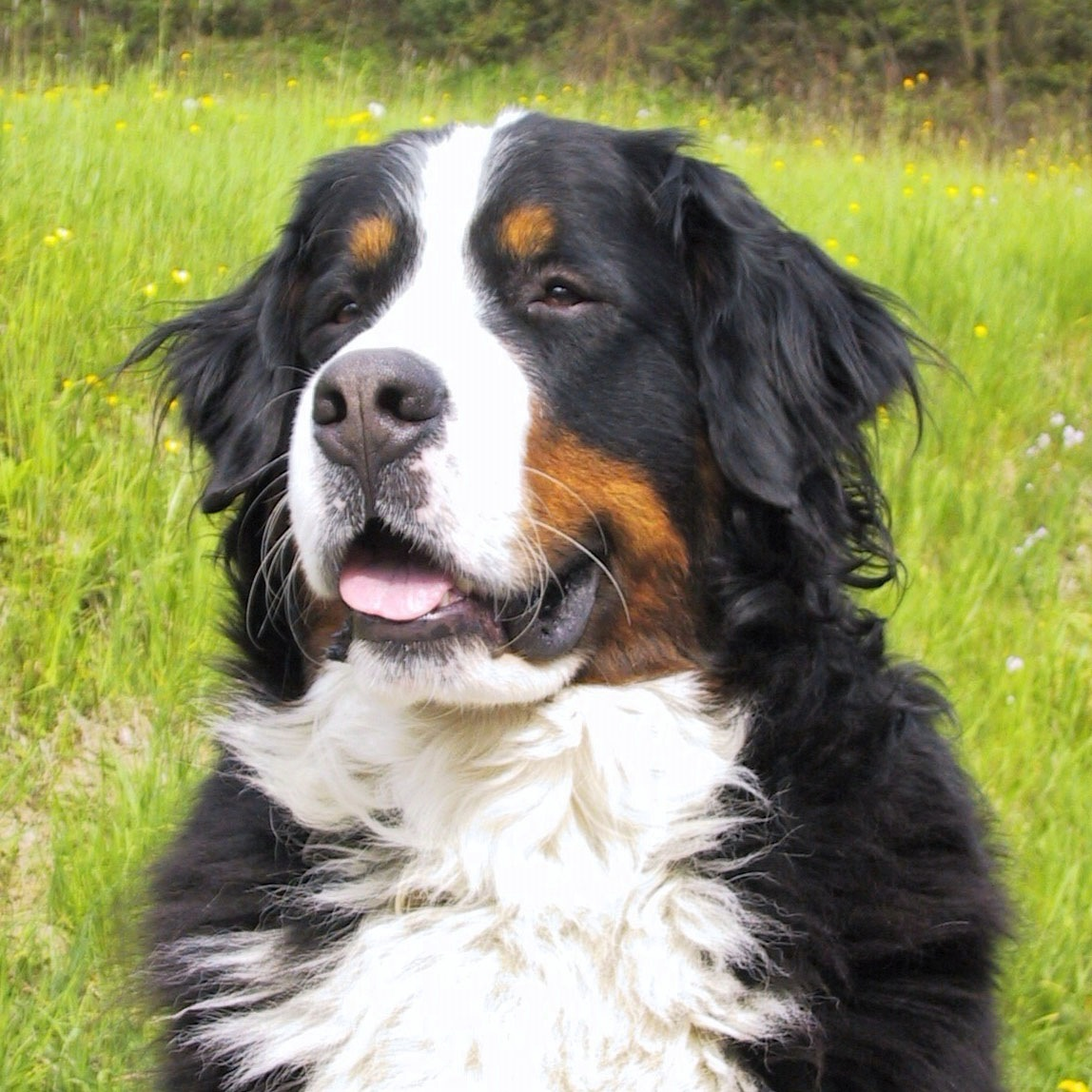
伯恩山犬的頭部

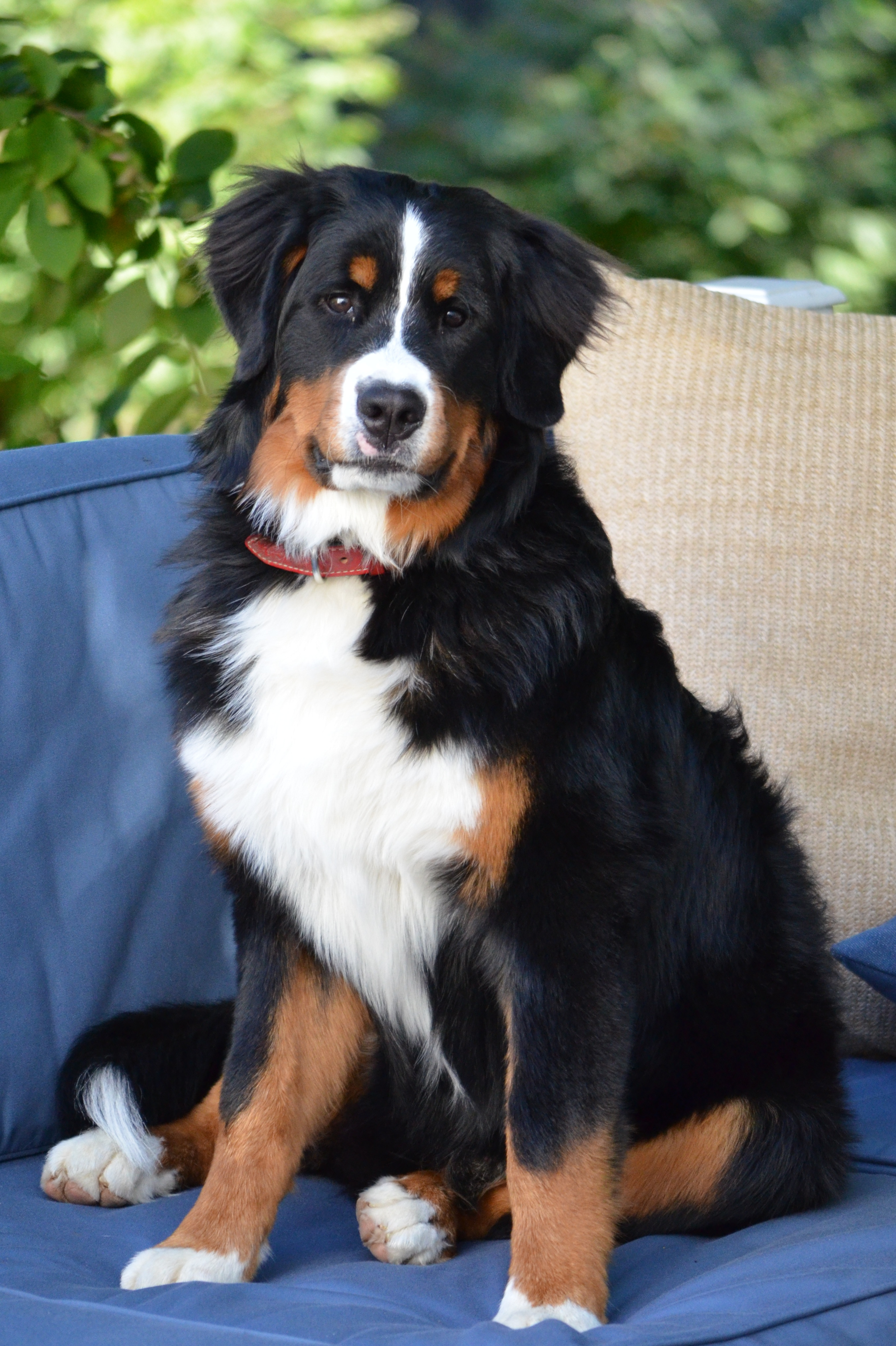
一隻八個月大的伯恩山犬小狗

伯恩山犬是一種體型龐大的大型犬。牠們有寬闊的胸膛和強壯的四肢，頭部也很大，眼睛深邃，毛色通常是黑色、棕色和白色三色組合，毛髮厚實且柔順，有助牠們在阿爾卑斯山的寒冷環境中生存。